# Marcelo Mattos
Marcelo Mattos (født 10. februar 1984) er en tidligere brasiliansk fodboldspiller.